# Maxxine Dupri
Sydney Jeannine Zmrzel (Loomis, 19 de maio de 1997) é uma lutadora profissional, modelo e dançarina americana. Ela trabalha atualmente para a WWE, onde atua sob o nome de ringue Maxxine Dupri na marca Raw e é membro da facção Alpha Academy.

## Início de vida
Zmrzel nasceu em Loomis, Califórnia. Antes de sua passagem pela WWE, ela foi cheerleader para o Los Angeles Rams e também foi dançarina para o Phoenix Suns.

## Carreira na luta livre profissional

### WWE (2021–presente)

#### Papel devalet(2021–2023)
Em agosto de 2021, Zmrzel participou de um teste da WWE em Las Vegas, Nevada, e se tornou uma das 14 pessoas presentes a conquistar um contrato com a empresa. Sua primeira aparição televisionada foi quando ela atuou como a distribuidora de cartas no segmento Poker Showdown entre Duke Hudson e Cameron Grimes no NXT. Zmrzel fez sua transição para o wrestling profissional em 2022 no NXT, atuando como valet de Robert Stone para Von Wagner sob o nome de ringue Sofia Cromwell.
No episódio de 22 de julho de 2022 do SmackDown, Dupri fez sua estreia no plantel principal como Maxxine Dupri, irmã de Max Dupri (kayfabe) e "diretora de talentos" de sua facção heel Maximum Male Models, que consistia em ma.çé e mån.sôör. No episódio de 7 de outubro de 2022 do SmackDown, Max deixou a facção e se reestabeleceu como LA Knight, deixando Maxxine como manager da facção. Em fevereiro de 2023, o Maximum Male Models foi transferido para a marca Raw.

#### Alpha Academy / Alpha Babes (2023–presente)
Após a mudança para o Raw, Dupri iniciou uma trama cômica com Otis, onde ela tentava recrutá-lo e incentivá-lo a se tornar um membro do Maximum Male Models. Isso gerou uma série de segmentos entre Dupri e Chad Gable (parceiro de dupla de Otis), onde ambos queriam que Otis fizesse parte de suas respectivas equipes. Posteriormente, ela deixou o Maximum Male Models e se juntou ao Alpha Academy, virando "face" pela primeira vez em sua carreira.
No episódio de 12 de junho do Raw, Dupri executou um arm drag em Valhalla, do The Viking Raiders, e iniciou sua primeira rivalidade. Otis e Gable treinaram Dupri em segmentos nos bastidores para prepará-la para sua estreia no ringue. Ela fez sua estreia em uma luta de duplas mistas entre Alpha Academy e The Viking Raiders no episódio de 3 de julho do Raw, derrotando Valhalla com um roll-up pin. No episódio de 10 de julho do Raw, a Alpha Academy realizou uma cerimônia de formatura para Dupri, com Gable apresentando a ela sua própria jaqueta de letras da Alpha Academy no final da cerimônia. Quando Dupri estava prestes a colocar a jaqueta, The Viking Raiders apareceram na rampa para distrair a Alpha Academy. Valhalla então atacou Dupri pelas costas e roubou sua jaqueta. No episódio seguinte do Raw, Gable e Otis lutaram contra Erik e Ivar em uma com "Regras Vikings. Apesar de dominarem a luta, Gable e Otis perderam, mas Dupri conseguiu recuperar sua jaqueta. No episódio de 31 de julho do Raw, Dupri derrotou Valhalla com um Japanese Ocean Cyclone Suplex em sua primeira luta individual.
No episódio de 6 de novembro do Raw, Dupri participou da battle royal por uma chance pelo Campeonato Mundial Feminino no Survivor Series, mas foi eliminada por Nia Jax. Duas semanas depois, Dupri fez equipe com Ivy Nile, do Diamond Mine, em uma luta fatal-four way de duplas pelo Campeonato de Duplas Femininas da WWE, mas saíram derrotadas. Em 5 de dezembro, Dupri teve sua primeira luta no NXT, onde ela e a Alpha Academy derrotaram The Meta-Four em uma luta de trios mistos. No episódio de 11 de dezembro do Raw, Dupri enfrentou a campeã mundial feminina Rhea Ripley em uma luta sem o título em jogo, onde foi derrotada de forma decisiva por submissão em pouco mais de dois minutos. Dupri fez sua estreia no Royal Rumble no evento titular de 27 de janeiro de 2024, entrando como a 18ª participante. Ela durou mais de seis minutos e foi eliminada pela eventual vencedora Bayley. No episódio de 22 de abril do Raw, Dupri competiu em sua primeira luta por título, uma battle royal pelo vago Campeonato Mundial Feminino. Ela conseguiu eliminar Candice LeRae e Indi Hartwell, mas foi eliminada por Nia Jax, com Becky Lynch saindo vitoriosa. Por volta dessa época, Gable virou vilão após falhar várias vezes em conquistar o Campeonato Intercontinental, atribuindo a culpa pelo fracasso ao fato de ter passado muito tempo treinando seus "companheiros perdedores" e declarando que o foco da facção seria ajudá-lo a conquistar o título. Após semanas de maus tratos de Gable ao restante da facção, por não ajudá-lo a vencer o título com trapaças, Dupri, Otis e Akira Tozawa abandonaram Gable no episódio de 17 de junho do Raw. Gable, posteriormente, deixou a Alpha Academy.

## Outras mídias

### Videogames
| Ano  | Título        | Notas                  | Ref.   |
| ---- | ------------- | ---------------------- | ------ |
| 2023 | WWE SuperCard | Estreia nos videogames |        |
| 2024 | WWE 2K24      |                        | [ 24 ] |

## Vida pessoal
Zmrzel possui sua própria boutique de roupas, chamada Jaunty, que foi estabelecida no inverno de 2019, quando ela tinha 22 anos. Ela afirmou que as Bellas Twins e o reality show Total Divas a inspiraram a seguir uma carreira no wrestling profissional. Zmrzel tinha um irmão mais velho, Wyatt, que faleceu em 2017, quando o Lyft no qual ele era passageiro colidiu com outro veículo.
Foi anunciado na véspera de Natal de 2024 que Zmrzel estava noiva do colega lutador profissional e superestrela do NXT, Anthony Luke.

## Títulos e prêmios
- Wrestling Observer Newsletter
  - Pior Personagem (2022) como parte do Maximum Male Models[27][28]